# William Wylde

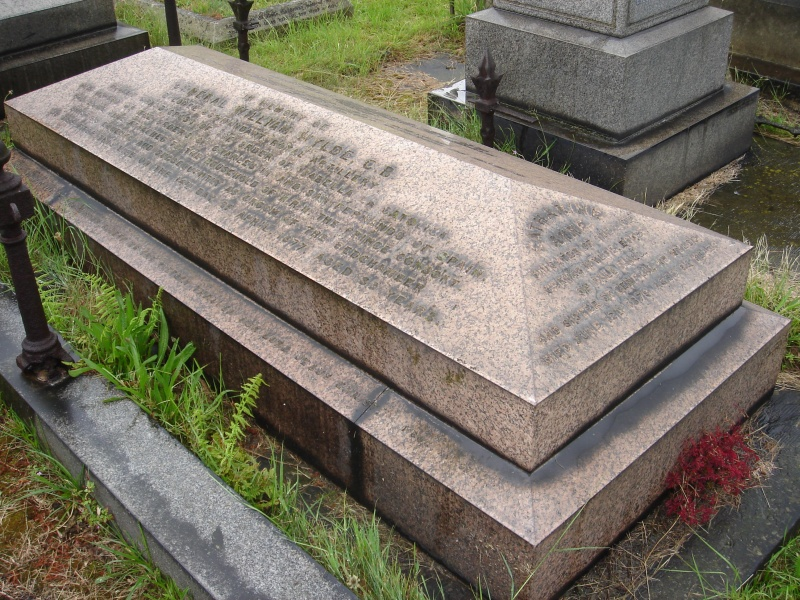
Monumento funerário, Cemitério de Brompton, Londres.

William Wylde CB (Nottingham, 12 de março de 1788 — Chiswick, 14 de abril de 1877) foi um oficial general do Exército Britânico que terminou a sua carreira nas funções de Master Gunner, St James's Park, o cargo cerimonial mais elevado na Royal Artillery depois do monarca. No posto de coronel desempenhou papel de grande relevância nas negociações que puseram termo à Patuleia e conduziram à Convenção de Gramido.

## Biografia
William Wylde era membro de uma família de Nottinghamshire, o segundo filho de Gervas Wylde e Catherine, nascida Shudall. Casou com Eleanor MacCutcheon e tiveram três filhos e três filhas. O seu filho mais velho, William Henry Wylde (1819-1909), de Chiswick, distinguiu-se como responsável pelo departamento comercial e de luta contra o tráfico de escravos do Ministério dos Negócios Estrangeiros britânico.
Wylde recebeu a sua comissão de oficial na Artilharia Real britânica em 1803 e subiu na hierarquia de oficiais até se tornar tenente-general em 1863. Serviu nos Países Baixos em 1813 e 1814, e comandou uma bateria no cerco de Antuérpia e no ataque a Bergen-op-Zoom. Esteve incorporado na Artilharia a Cavalo integrada no Exército de Ocupação em França.
Uma parte importante da sua carreira militar decorreu na Península Ibérica. Em abril de 1834, sucedeu a Lord William Russell como comissário militar britânico no quartel-general do exército de D. Pedro, duque de Bragança, em Portugal, onde permaneceu até à Convenção de Évora Monte.
Posteriormente, de novembro de 1834 a 1840, durante a Primeira Guerra Carlista, foi comissário britânico junto das forças cristinistas, dos liberais partidários de Maria Cristina das Duas Sicílias, e desempenhou um papel importante no comando da artilharia que executou com sucesso o alívio do cerco de Bilbao pelas forças carlistas, pelo qual recebeu os agradecimentos das Cortes espanholas.
Voltou a Portugal em 1847 quando, perante o arrastar da guerra civil da Patuleia, as potências signatárias da Quádrupla Aliança resolveram preparar uma intervenção militar para defender o regime constitucional e a legitimaidade do governo da rainha D. Maria II. Com esse objetivo, em junho de 1847 foram encetadas negociações, a nível miltar, nas quais o então coronel Wylde, como comandante da força britânica, foi encarregado de representar o governo do Reino Unido. O resultado foi a Convenção de Gramido, um acordo assinado a 29 de junho de 1847, na Casa Branca do lugar de Gramido, em Valbom, Gondomar, com o objectivo de pôr fim à insurreição da Patuleia. A Convenção foi assinada entre os comandantes das forças militares espanholas e britânicas que tinham entrado em Portugal ao abrigo da Quádrupla Aliança (1834) e os representantes da Junta do Porto e selou a derrota dos setembristas frente aos cartistas na guerra civil que tinha assolado Portugal desde 1846.
Foi nomeado coronel comandante da Artilharia Real Britânica em 1863 e promovido a oficial general em 1866, e, em seguida, ocupou o cargo de Master Gunner, St James's Park a partir de 1868.
Teve também o título honorífico de camareiro do príncipe consorte Alberto de Saxe-Coburgo-Gota.
Faleceu em 1877 e está sepultado no Cemitério de Brompton em Londres.